# Remy Gardner
Remy Christopher Gardner  (Sydney, 24 de fevereiro de 1998) é um motociclista australiano, atualmente compete na Moto2 pela 	Tech 3 Racing. É filho do ex-piloto Wayne Gardner, campeão das 500 cilindradas em 1987
|1987]].

## Carreira
Remy Gardner fez sua estreia na Moto3 em 2014, no GP de San Marino, onde chegou em penúltimo lugar. Seu melhor resultado foi um décimo lugar no GP da Austrália de 2015, onde cruzou a linha de chegada em 10º. Em 37 provas, angariou 8 pontos.